# Análisis transaccional

Diagrama de conceptos en Análisis Transaccional, basados en el libro "Juegos en que participamos" de Eric Berne.

El análisis transaccional (AT) es una teoría y método de psicoterapia mediante el cual se analizan las transacciones sociales para determinar el estado del yo del comunicador (si se asemeja al rol de un padre, niño o adulto) como base para entender el comportamiento. En el análisis transaccional, al comunicador se le enseña a modificar el estado del yo como una forma de solucionar problemas emocionales. El método se desvía del psicoanálisis freudiano que se enfoca en aumentar la conciencia de los contenidos de ideas que moran en el subconsciente. Eric Berne desarrolló el concepto y el paradigma del análisis transaccional a fines de la década de 1950.
Al respecto, Eric Berne decía: 

Todos nacemos bien, todos nacemos príncipes y princesas. Todos tenemos un cierto potencial humano que podemos desarrollar. Yo soy responsable de mi vida y decido, para bien o para mal, lo que es bueno para mí y lo que hago con ella. Todo el mundo (con solo algunas excepciones, como los graves daños cerebrales) tiene la capacidad de pensar. La gente decide su historia y su destino, y estas decisiones se pueden cambiar. En resumen, todos podemos cambiar en pos de la autonomía y tenemos los recursos necesarios para hacerlo. El objetivo del cambio en el marco del Análisis Transaccional es avanzar hacia la autonomía (la libertad del guion de la infancia) la espontaneidad, la intimidad, la resolución de problemas en lugar de evasión o pasividad, la curación como un ideal, no limitarse a hacer el progreso, el aprendizaje de nuevas opciones.[cita requerida]

## Desarrollo
Eric Berne presentó el análisis transaccional como un método fenomenológico, que suplementa la construcción filosófica de Freud con información de observaciones. Su teoría está construida sobre los trabajos de Wilder Penfield y René Spitz con los aportes neo-psicoanalíticos de Paul Federn, Edoardo Weiss, y Erik Erikson. Al trabajar desde la óptica de una teoría motivacional interpersonal, Berne ubicó al AT en oposición a las tradiciones psicoanalíticas de su época y dentro de lo que se convertiría en las tradiciones psicoanalíticas del futuro. De Berne, los analistas transaccionales han heredado la determinación de crear un entorno accesible y un sistema fácil de usar, una comprensión del guion o plan de vida, estados del ego, transacciones y una teoría de grupos.
La teoría de Berne se basa en las ideas de Freud, pero es diferente. Los psicoterapeutas freudianos se concentraban en las personalidades del cliente. Berne creía que se podía acceder a una mejor comprensión analizando las transacciones sociales de un cliente.  Berne mapeó las relaciones interpersonales con tres estados del ego de los individuos involucrados: los estados Padre, Adulto y Niño. Luego investigó las comunicaciones entre individuos en función del estado de cada uno.  Llamó a esto transacciones de interacciones interpersonales y usó los juegos de etiquetas para referirse a ciertos patrones de transacciones que aparecían repetidamente en la vida cotidiana en cada interacción humana.
Berne comenzó a publicar su teoría en un artículo de 1958, titulado Análisis Transaccional: un nuevo y efectivo método de terapia de grupo, en el cual mostraba un modelo que incorpora aspectos de comunicación en los que resuenan los postulados de Gregory Bateson. Aunque buscó alternativas para lograr una psicoterapia más eficaz, fue respetuoso con las teorías psicoanalíticas en las que se formó. Se rodeó de un equipo de colegas y organizó seminarios en San Francisco (California) para compartir sus experiencias como terapeuta de grupo y con vistas a desarrollar un modelo de "psiquiatría social", basado en el estudio de las interacciones entre las personas y sus estados del yo, al que llamó análisis transaccional. Berne dedicó 12 años a desarrollar su teoría. Su primer libro, que tituló Análisis Transaccional en Psicoterapia (1961), fue una revolución en el campo de la comunicación interpersonal de grupo o de masas.
El Análisis Transaccional es considerado por sus seguidores como un modelo más inteligible y cercano que el modelo psicoanalítico. 
Relación con el psicoanálisis
El Análisis Transaccional no es solo considerado post Freudiano sino, de acuerdo con los deseos de su fundador, conscientemente extra Freudiano. Es decir, aunque tiene sus raíces en el psicoanálisis, debido a que Berne fue un psiquiatra entrenado en psicoanálisis, el AT fue diseñado como una rama discrepante del psicoanálisis pues tiene su énfasis en el análisis de las transacciones, en lugar del análisis de la psique.
Con su foco en las transacciones, el Análisis Transaccional movió la atención de la dinámica psicológica interna a la contenida en las interacciones de las personas. En vez de creer que el incrementar la conciencia y percepción individual del contenido de las ideas inconscientes como camino terapéutico, el Análisis Transaccional se concentraba en las interacciones de unas personas con otras y el cambio de estas interacciones para la resolución de problemas emocionales.
Además, Berne creía en el compromiso de "curar" a sus pacientes en lugar de solamente entenderlos. Para este fin introdujo uno de los aspectos más importantes del Análisis Transaccional: el contrato, como un acuerdo entre el terapeuta y el cliente para buscar el cambio específico que el cliente deseara.

## Teoría de la personalidad

### Estados del yo
Berne define los estados del yo como sistemas coherentes de pensamiento y sentimiento manifestados por los patrones de conducta correspondientes; que son los componentes de la personalidad y pueden clasificarse en tres tipos llamados Adulto, Padre y Niño. Cada persona durante cada día puede ubicarse en un tipo u otro, variando su modo de sentir, pensar y actuar según el estado del yo en que se encuentre.
Berne representa este modelo con tres círculos alineados verticalmente, identificados con las iniciales P, A y N:
- Padre (P): la persona siente, piensa y actúa de modo similar a la versión que ha interiorizado de una figura relevante de su infancia. Estas figuras son principalmente los padres (padre y madre), y también abuelos, tías y tíos, hermanos y hermanas varios años mayores, cuidadoras, vecinos e incluso personajes de películas. Así, alguien puede comprar fruta pidiéndola con la misma frase que utilizaba su madre, a la vez que piensa que hay que vigilar la balanza del peso pues hay que desconfiar de los tenderos.

- Adulto (A): acorde con las capacidades que se han ido desarrollando a lo largo de la vida, los conocimientos que ha ido adquiriendo y la experiencia que se ha acumulado, la persona tiene un modo de sentir más estable, un modo de pensar que considera tanto lo específico e inmediato como el contexto general y las consecuencias y puede modular su comportamiento.

- Niño (N): el modo de sentir, pensar y actuar es similar al de cómo lo hacía la persona en determinadas épocas de su infancia; la cual se caracteriza en general por la intensidad y volubilidad emocional, pensamiento predominantemente centrado en lo inmediato y comportamiento tendente a ser impulsivo.

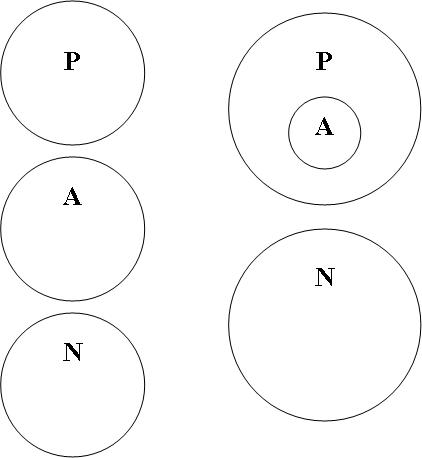
Dos Estados del Ego

En resumen, a cada tipo de estado del yo le corresponde unos modos genéricos de sentir, pensar y actuar y cada persona presentará unas características específicas de cada uno de ellos, así como una tendencia a ubicarse predominantemente en un tipo o en otro. De este modo quien se sitúe preferentemente en un tipo Padre, presentará con frecuencia comportamientos de estilo protector y directivo o incluso sobreprotector y autoritario; expresará pocas inferencias intuitivas y creativas y disfrutará menos de lo inmediato; también tomará escasas decisiones y acciones adaptadas a las condiciones cambiantes del entorno. 
En otros casos, un estado del yo Adulto puede presentar parcialmente características que corresponden a un estado del yo Padre, como ocurre en el caso de los prejuicios y los tópicos en que una persona o un grupo consideran como hechos las creencias trasmitidas por tradición. Otras veces, un estado del yo Adulto puede en parte mostrar aspectos relativos a un estado del yo Niño, como sucede en las ilusiones, en que alguien toma como certezas las creencias de la infancia. Ambos casos se denominan contaminación, pues el discurrir del pensamiento de estilo adulto tiene por objeto justificar la creencia en vez de averiguar su veracidad. De este modo, alguien puede dar indicios de una contaminación doble, pudiendo combinar el prejuicio de Hay que desconfiar de los extraños y la ilusión de La gente no me tiene en cuenta. Así es como concluye: Dice que le interesa mi opinión para ridiculizarme cuando se la dé.
También, y con frecuencia, las personas desarrollan diálogos internos al situarse alternativamente en un estado del yo y otro, como es el caso de alguien que se dice a sí mismo Vamos, adelante, que tú eres capaz de hacerlo (estado del yo Padre) y réplica A por ello (estado del yo Niño).
El modelo de tres ego estado ha sido cuestionada por un grupo de transaccionalistas en Australia, que han diseñado un "modelo de dos estados del ego".

## Teoría de la comunicación
Según Berne, las personas tienen tres necesidades básicas principales: de estímulos, de reconocimiento y de estructura. Para mantener su bienestar requieren estimulación sensorial; además necesitan que se les reconozca, «una versión adulta de la necesidad del niño de ser tocado, en la cual el “toque verbal” reemplaza al toque físico». Y precisan estructurar el espacio físico, organizar el ámbito social y programar su tiempo.
Las necesidades de estimulación sensorial y de reconocimiento se atienden con estímulos táctiles o sociales, que en inglés reciben el nombre de strokes y en español caricias. Su esencia es que hacen que la persona se sienta viva y que los demás reconozcan su existencia, sea porque la elogian sinceramente (caricias positivas), la adulan para manipularla (caricias falsas positivas), o la rechazan (caricias negativas). En este último caso pueden valorarla e incapacitarla (caricias negativas de lástima) o agredirla con el gesto, con palabras o con golpes (caricias negativas agresivas). Una persona puede llegar a preferir recibir caricias negativas a estar sin estimulación y reconocimiento.
Hay interacción social cuando alguien da una respuesta a quien previamente le ha estimulado. Berne denomina transacción al par estímulo-respuesta y «Una transacción consistente en un solo estímulo y una sola respuesta, es la unidad de acción social. Es llamada transacción porque cada participante gana algo, y por eso es por lo que se involucra en ello.»
Considerando que hay transacciones que las personas pueden establecer en un nivel manifiesto o nivel social y en uno oculto o nivel psicológico, al representar a cada participante por medio del diagrama de los estados del yo y a cada elemento de la transacción (estímulo o respuesta) mediante una flecha, se representan los tipos de transacciones.

### Tipos de transacciones
Todo lo que ocurre entre las personas implica una transacción entre sus estados del yo. Cuando una persona envía un mensaje a otra, espera una respuesta determinada.

#### Transacción simple complementaria

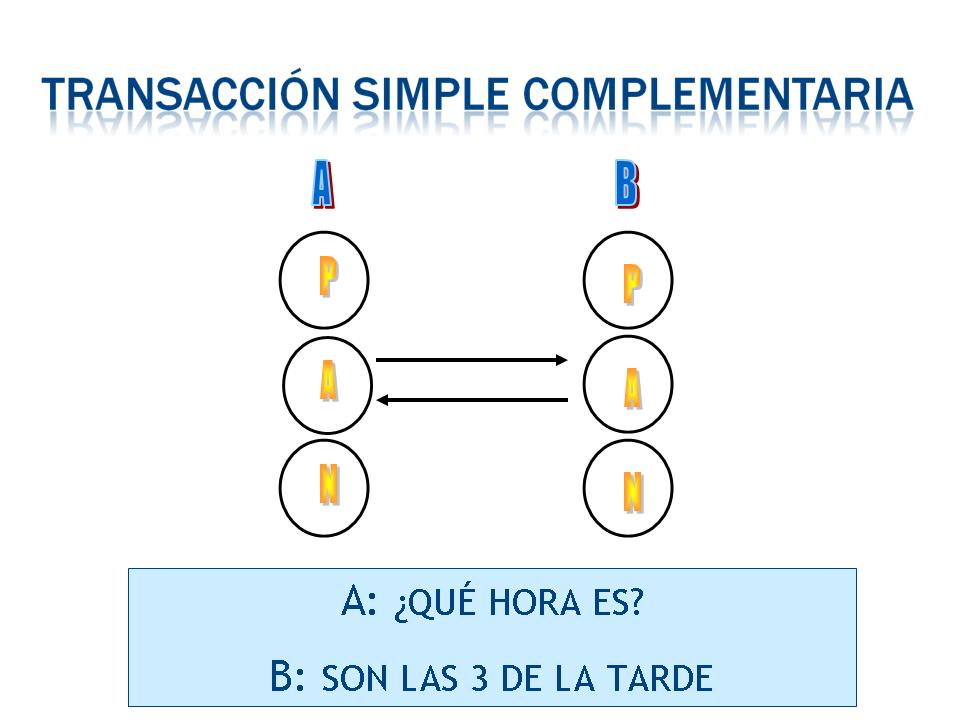
Transacción simple complementaria

Establecida en un solo nivel, están implicados dos estados del yo y uno de los participantes responde desde el estado del yo al que el otro participante ha dirigido el estímulo y hacia el estado del yo que lo ha emitido. 
Estímulo (E): ¿Me invitas a un café?
Respuesta (R): Sí
Es complementaria aquella transacción cuya respuesta es recibida por el mismo estado del Yo que emitió el estímulo y, a su vez, proviene del estado del Yo que lo recibió. Es decir, gráficamente la flecha o vector parte desde un estado del Yo de la persona que inicia la comunicación, hasta otro de quien la recibe; la respuesta de este va desde el mismo estado que recibió y hasta el mismo del que emitió.
Son las transacciones más sencillas en donde la relación es paralela. Mientras la comunicación se mantiene a este nivel puede proseguir indefinidamente. Berne califica como transacción complementaria aquella que es "apropiada, cabe esperar y sigue el orden natural de las relaciones humanas saludables".

#### Transacción simple cruzada

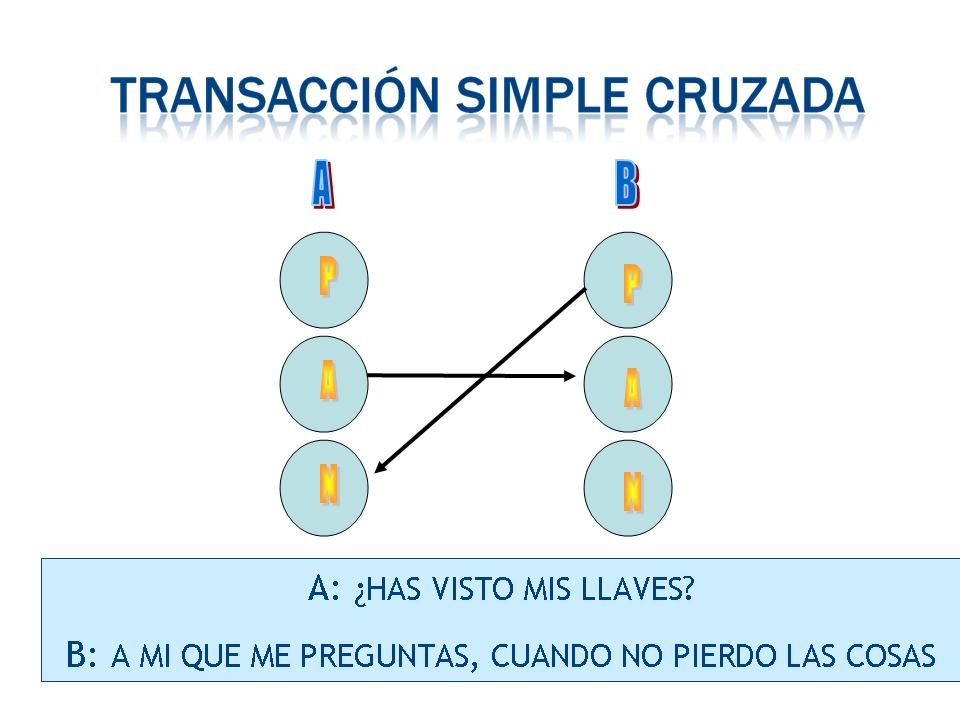
Transacción simple cruzada

También establecida en un solo nivel, un participante responde desde un estado del yo distinto al que el otro ha dirigido el estímulo y hacia un estado del yo distinto al desde el que lo ha emitido.
Estímulo (E): Me invitas a un café
Respuesta (R): ¡Qué malos modales!
Son aquellas transacciones en las que la respuesta o no vuelve del mismo estado del Yo del receptor o no es recibida por el mismo estado que emitió el estímulo. Hay, por tanto, cruces o se forman ángulos en los vectores.
Ocurre cuando la respuesta al Estímulo es inesperada; se activa entonces un estado inapropiado del Yo, se cruzan las líneas de transacción entre las personas y estas optan por retirarse, alejarse o cambiar de conversación.

#### Ulterior angular

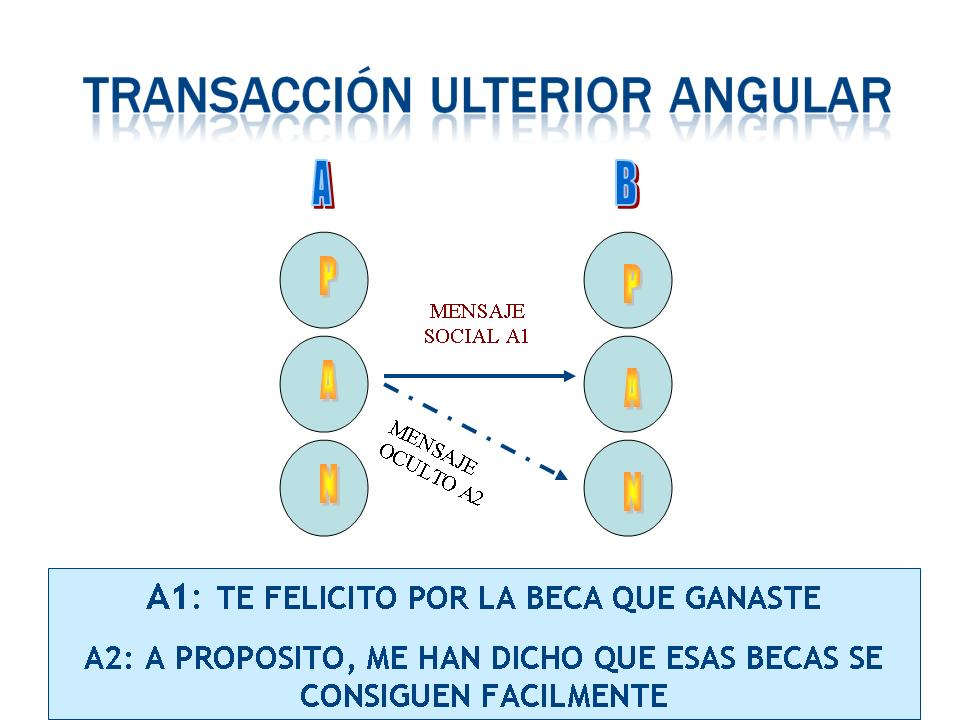
Ulterior angular

La persona que emite el estímulo lo hace, en nivel social o manifiesto, hacia un cierto tipo de estado del yo y en el nivel psicológico u oculto hacia otro tipo de estado del yo. Quien lo recibe puede responder de modo complementario desde uno u otro de los estados del yo estimulados hacia el estado emisor.
Estímulo nivel social (Es): Me gustaría que tomáramos otro café, pero no me queda dinero.
Estímulo nivel psicológico (Ep): ¿Me invitas a un café?
Posible respuesta 1: Pues te invito yo.
Posible respuesta 2: Pues vámonos.

#### Ulterior doble

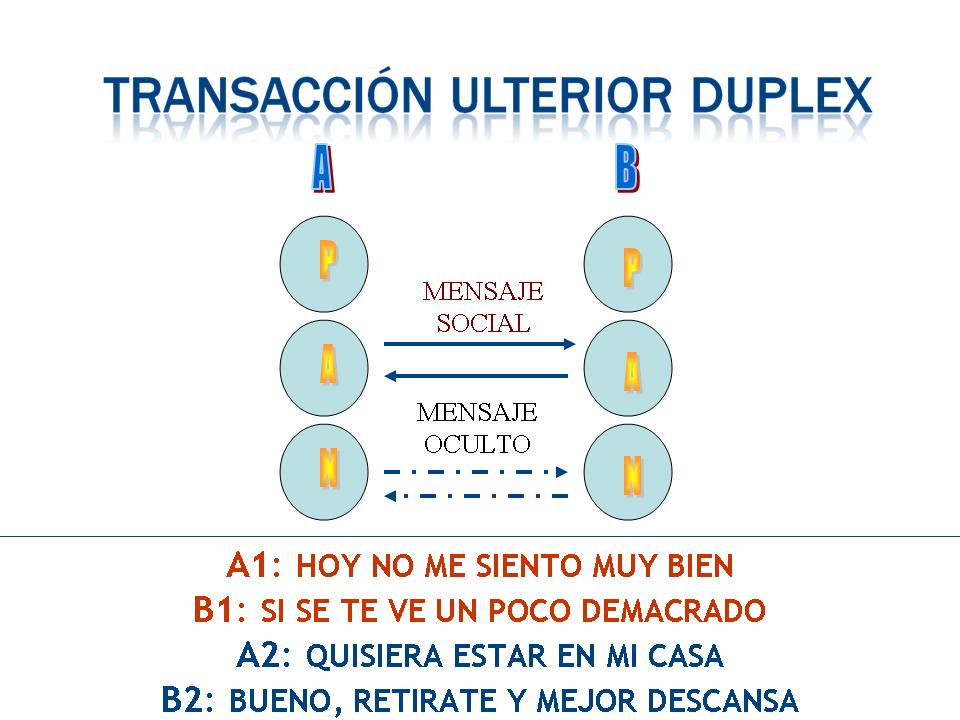
Ulterior dúplex

Quien estimula, lo hace en el nivel social manifiesto, hacia un cierto tipo de estado del yo y en el nivel psicológico u oculto hacia otro tipo de estado del yo. Quien lo recibe también responde en dos niveles, desde los estados del yo estimulados a los estados emisores.
Estímulo nivel social: ¿Subes a casa a tomar un último café?
Estímulo nivel psicológico: ¿Jugamos?
Respuesta nivel social: Sí, gracias.
Respuesta nivel psicológico ¡Vamos!
Además de atender a las “hambres” de estímulo y de reconocimiento, las transacciones atienden al “hambre de estructura” pues su secuencia conlleva la estructuración el tiempo. 
Berne estima que las seis formas básicas de estructurar el tiempo a corto plazo son el retraimiento, los rituales, las actividades, los pasatiempos, los juegos y la intimidad.
En el retraimiento la persona está presente pero su atención puede estar centrada en fantasías o en cuestiones profesionales alejadas de la situación social en que se encuentra. Sin embargo, los rituales conllevan una notable interacción, si bien son las costumbres sociales las que estipulan la secuencia de transacciones, como en el caso de Buenos días - Buenos días
Los pasatiempos, aunque parcialmente estipulados por las costumbres, permiten introducir transacciones con un estilo personal. Es lo que sucede cuando se reúnen parejas y debaten sobre las dificultades surgidas con los hijos e hijas adolescentes (pasatiempo llamado Asociación de Padres de Familia; y así, junto con los tópicos habituales, introducen variantes que subrayan lo especialmente difícil que es el propio caso.
En las actividades, habitualmente la secuencia de transacciones se produce entre estados del yo Adulto de los participantes, del estilo: ¿Temperatura? – 40 °C, ¿Soluciones? – Antitérmicos y antibióticos

## Teoría de los juegos
En el análisis transaccional, Berne presentó los juegos como series de transacciones ulteriores de naturaleza repetitiva, con un saldo bien definido. Dado que una transacción ulterior significa que el agente pretende estar haciendo algo, mientras realmente está haciendo algo distinto, todos los juegos implican un timo. El saldo suele ser complacerse en sentimientos de culpa, incompetencia, pena, miedo o rencor que se denominan “rackets”. término del argot estadounidense que se refiere a negocios ilegales. Un racket, como por ejemplo el rencor, se puede ir incrementado en sucesivos juegos, como si se acumulasen cupones, hasta un punto en el cual la persona se cree suficientemente justificada para actuar; por ejemplo, agrediendo.
En su best-seller Games People Play (Juegos en que participamos), Eric Berne expone múltiples pasatiempos y juegos, así como las antítesis de ellos, que son modos de neutralizarlos.
En What do you say after you say hello? (¿Qué dice usted después de decir “hola”?), menciona el triángulo dramático, elaborado por Stephen Karpman, y según el cual, a lo largo del juego, los jugadores ocupan una de tres posibles papeles: Perseguidor, Salvador y Víctima, pudiendo pasar de uno a cualquier otro según la fase del juego.
Por último, está la intimidad; Berne la define como una relación libre de juegos, sincera, con un mutuo dar y recibir sin explotación.

## Teoría del guion
En la estructuración del tiempo a largo plazo la persona puede estar siguiendo un guion, programa o plan. Desde su infancia, el niño irá fraguando su propio guion, interiorizando versiones de mensajes de sus figuras relevantes: órdenes, prohibiciones, permisos, atribuciones o procedimientos, hayan sido emitidos intencionadamente de modo verbal o no verbal, o mostrados sin intención como modelo de comportamiento. Aceptará interiorizarlos por la insistente repetición de los mismos o por el modo impactante, incluso traumático, en que él los ha percibido.
Los mensajes interiorizados y las experiencias vividas contribuyen a que la persona, ya desde la infancia, se adscriba con preferencia a una de las siguientes posiciones de autovaloración y valoración de los demás, también llamadas posiciones existenciales:
- Yo estoy bien-soy bueno/a / Tú estás bien-eres buena/o, lo cual supone que se valora y estima favorablemente a sí mismo y que valora favorablemente a ese “otro”: específicamente, a una persona concreta y genéricamente, a una persona cualquiera.
- Yo estoy bien-soy bueno/a / Tú estás mal-eres mala/o implica una autoestima favorable y una valoración desfavorable de los demás, ante los que puede tomar una actitud perseguidora (“Hay que eliminarles”) o salvadora (“Hay que rescatarles de su situación”).
- Yo estoy mal-soy malo/a / Tú estás bien-eres buena/o conlleva una desfavorable autoestima frente a una favorable valoración de los demás, con estado emocional triste, se tiene como incapaz e indefenso/a e irradia pesimismo, desgana hacia la actividad (abulia), marcada dificultad de disfrute (anhedonía) y desinterés por la situación emocional de los demás (apatía). Sin embargo, esta posición con marcados aspectos depresivos, permite a quien en ella se ubica suponer que es posible no estar así, pues se atribuye que los demás están de otra manera.
- Yo estoy mal-soy malo/a / Tú estás mal-eres mala/o fomenta la desesperación, pues la persona se valora desfavorablemente, al igual que hace con los demás, quedando la esperanza de poder estar bien muy remota, o tal vez inexistente.

La posición preferida y los mensajes interiorizados condicionarán las características del guion que propiciará elegir las personas con quienes relacionarse, que han de estar en sintonía con dicho guion y que la persona irá desarrollando mediante retraimiento, rituales, pasatiempos, juegos y adaptándolo sucesivamente para adecuarlo a las circunstancias cambiantes.
La persona elige el argumento del guion a una edad temprana, en la cual sus capacidades están poco desarrolladas, tiene pocos conocimientos adquiridos y acumula pocas experiencias vitales. Por ello, el programa elegido dista bastante de ser el adecuado para las circunstancias que irán surgiendo en la vida, de modo que los logros y las satisfacciones que se obtienen con él, están considerablemente alejadas de las que la persona podría alcanzar. Además, al no tener plena consciencia del guion, tenderá a repetir decisiones y acciones equivocadas, atesorar “rackets” y anquilosarse en posiciones existenciales dañinas para sí y para otros.

## Un método de psicoterapia
El Análisis Transaccional en su aplicación terapéutica utiliza el contrato, un acuerdo explícito entre el paciente y el terapeuta que establece la meta del tratamiento durante cada fase. Berne indica que, cuando dos personas lo acuerdan, ha de resultar comprensible y esto resulta fácil si utilizan palabras cotidianas que resulten claras.
En el modelo de intervención propugnado por Berne, el objetivo es entender y modificar los aspectos inadecuados de la personalidad: exclusiones y contaminaciones, aprender a no implicarse en juegos, rackets y colección de cupones, ubicarse en una posición existencial saludable; de esta manera, cobrará conciencia de su guion para poder optar por un estilo de vida con autonomía, resultante de la conciencia, la espontaneidad y la intimidad. Esta es la concepción de la llamada Escuela Clásica.
Con posterioridad, Robert y Mary Goulding sostienen que las decisiones adoptadas en la infancia con una intensa emotividad, son la causa principal de que la persona no llegue a sitio alguno aun empleando mucha energía. Así es como se produce un estancamiento, un punto muerto, que se resuelve empleando diversas técnicas, varias de ellas de estilo gestáltico y psicodramático. Esta es la escuela conocida como de Redecisión.
Por otro lado, Jackie Schiff, sus hijos Aaron y Shea y Ken Mellor sitúan el origen de los problemas en los mensajes parentales destructivos, lo cual genera que la persona se sitúe preferentemente en estados del yo Padre “locos”. La terapia consiste en facilitar la regresión a la infancia temprana y en establecer un tipo de estado del yo Padre consistente y saludable por las actuaciones parentales proporcionadas por el terapeuta. El proceso se llama reparentalización y la Escuela se denomina Catexis. Carlo Moiso y Michele Novellino centran su labor en quitar la confusión del tipo de estado del yo Niño, interpretando los procesos inconscientes. Es la llamada Escuela Psicoanalítica por sus conexiones con los supuestos psicoanalíticos.
Liberar el guion inscrito en el cuerpo con técnicas corporales que enlazan con la bioenergética es la característica de la Escuela del Cuerpo, mientras que proporcionar una experiencia de contacto correctiva mediante la implicación es propio de la Escuela Relacional, ambas propuestas por Richard Erskine. Actualmente, promueve la Psicoterapia Integrativa, modelo que incorpora postulados y técnicas de varios otros, entre ellos el análisis transaccional.

## Crítica de la teoría del Análisis Transaccional
Este concepto ha sido criticado, por razones más o menos justificables. La teoría misma incurre en ciertos riesgos. De los riesgos más frecuentes, se destaca la simplificación de los patrones de relación, que puede:
- tender a centrarse en el análisis de la situación (en lugar de concentrarse en resolver el problema)
- facilitar una explicación o interpretación (en lugar de interrogar a la otra persona para permitirle presentar su marco de referencia y, por lo tanto, explicar las muchas ideas que él tiene sobre el tema)
- empujar al usuario a enfatizar su comprensión de los conceptos, en lugar de centrarse en su interacción con la otra persona
- permitir que las personas crean que es fácil ayudar a otros, simplemente a través de modelos de Análisis Transaccional ("juegos psicológicos" o el Triángulo de Drama de Karpman).[cita requerida]
- extrema complejidad en querer formular detalladas tipologías de pacientes, definidas por impulsores, mandatos, juegos, guiones, y querer encajar a los pacientes en esos compartimientos, para predecir motivación, sentimientos, pensamientos y conducta.
- exceso de clasificaciones y categorías al intentar de dotar de una precisión inexistente al AT para describir, clasificar y predecir las interacciones humanas.
- exceso en el uso de definiciones propias, no existentes en otros campos de la psicología.

## Limitaciones
Las tres principales limitaciones del trabajo de Berne son:
- El énfasis de Berne en la explicación estructural (en lugar de las derivadas de una teoría de la energía),
- su incapacidad para desarrollar una técnica de inversión de guiones que satisfaga sus propios criterios de concisión y coherencia teórica,
- una aparente dependencia del análisis de contenido.

## Evidencia de su efectividad
Desde 1962 en que se fundó el Transactional Analysis Bulletin hasta 2019, se han publicado en la literatura especializada más de 2.000 estudios cualitativos sobre Análisis Transaccional entre los que se encuentran numerosos estudios de casos. Además se han publicado 340 artículos que han realizado investigaciones empíricas y cuantitativas sobre el Análisis Transaccional, de las cuales al menos 110 son estudios de eficacia con grupo de control.
A su vez, del conjunto de estudios controlados, al menos 33 cumplen criterios de Ensayos Controlados Aleatorizados. Estos estudios muestran la eficacia y efectividad del Análisis Transaccional en diversos campos clínicos: Esquizofrenia, Trastornos de Ansiedad, Depresión, Drogodependencias, Alcoholismo, Tr. de la Personalidad, Agresividad, Trastornos Somatomorfos, Tr. Psicosomáticos, Estrés, Reducción de conflictos, Autoestima, Funciones Ejecutivas, Locus de Control, Psicoeducación, Comunicación.
Sobre esta base, el Análisis Transaccional se ha incluido como una prestación sanitaria en diversos países reconocido como un enfoque psicoterapéutico eficaz para el tratamiento de los trastornos mentales y para el desarrollo y el crecimiento de la persona. Recientemente en Rusia el AT ha sido insertado en las guías clínicas nacionales para el tratamiento de los trastornos relacionados con sustancias y trastornos adictivos (DSM-V) y considerado un método de psicoterapia basado en la evidencia científica.

## Ámbitos de aplicación
- Psicoterapia: es el campo al que Eric Berne aplicó y desarrolló principalmente el AT y en el que han continuado muchos de sus seguidores.
- Educación: psicólogos, pedagogos, psicopedagogos y profesores aplican el AT en su trabajo con alumnos de primaria y secundaria o universitarios para solucionar problemas de estudio y de relación; también, para gestionar equipos de profesores y de directores, promover proyectos creativos y resolver conflictos.
- Organizaciones: el AT ha mostrado su efectividad en la gestión de recursos humanos para formar en habilidades sociales y potenciar el trabajo en equipo.
- Para cualquier entidad (empresas, órganos administrativos, instituciones, ONG), es eficaz en los procesos de negociación interna sobre distribución de competencias y condiciones laborales; al igual que en la negociación externa con clientes, proveedores, inversores y representantes de consumidores y ciudadanos.
- El coaching, desde el AT, se concibe como una actividad profesional dentro de una relación contractual. El proceso de coaching permite a clientes o sistemas-cliente desarrollar conciencia, opciones, y habilidades para la gestión de problemas y el desarrollo personal en la vida cotidiana, a través de la mejora de sus fortalezas, recursos y funcionamiento. Su propósito es incrementar la autonomía en relación con el entorno social, profesional, y cultural.
- Comunicación: a los asesores de imagen y responsables de comunicación corporativa el AT les aporta una herramienta teórica y técnica muy práctica para campañas de difusión o de respuesta en situaciones de crisis.
- Se aplica también en la actividad literaria, teatral, cinematográfica, televisiva y radiofónica. Así ocurre en la producción, en la elaboración de guiones (facilitando la creación de tramas, personajes, escenas y secuencias), en la dirección y en la interpretación. De igual modo, a los críticos artísticos les proporciona un marco que facilita el análisis y la interpretación